# Latifa bint Muhammad Al Maktum

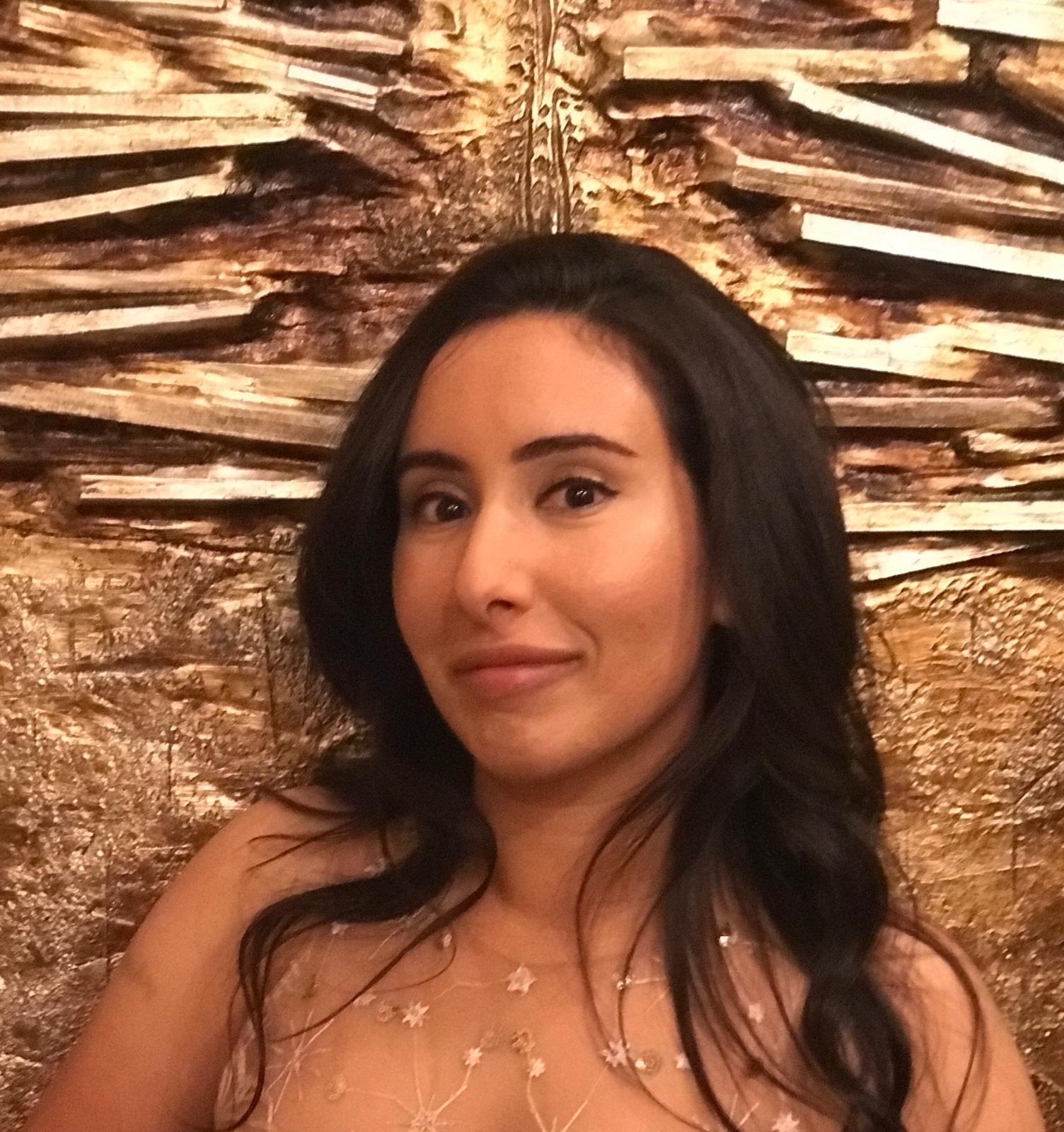
Latifa Al Maktum (2018)

Scheicha Latifa bint Muhammad Al Maktum (arabisch لطيفة بنت محمد بن راشد آل مكتوم, DMG Laṭīfa bt. Muḥammad b. Rāšid Āl Maktūm; geboren am 5. Dezember 1985) ist ein Mitglied des Herrscherhauses von Dubai. Sie ist eine Tochter des Premierministers der VAE, Scheich Muhammad bin Raschid Al Maktum. Ihre Mutter stammt aus Algerien, deren Name wahlweise mit Huriah Ahmed Alimarah oder Hurya Ahmed Ma’ash angegeben wird.
Internationale Bekanntheit erlangte sie durch ihren misslungenen Fluchtversuch vor ihrem Vater im Jahr 2018, der sie nach einer Entführung in Hausarrest gefangen hält.
Latifas Vater Muhammad Al Maktum hat mindestens 23 Kinder, nach Angaben von Latifa sind es 31. Latifa (II) hat eine ältere (Latifa I) und eine jüngere (Latifa III) Halbschwester. Die ältere Latifa ist verheiratet und oftmals zu offiziellen Anlässen in den regierungstreuen Medien zu sehen. Latifa (II) ist die leibliche Schwester von Scheicha Maitha (* 1980), Sheicha Schamsa (* 1981) und Scheich Madschid (* 1987).

## Leben vor dem Fluchtversuch
Der Öffentlichkeit ist wenig über Latifas Leben vor ihrem Fluchtversuch bekannt. Zeitungsberichte belegen, dass sie eine erfolgreiche Fallschirmspringerin war. Sie nahm Unterricht bei der ehemaligen Weltmeisterin Stefania Martinengo und besitzt ein AFF Instructor Rating.
In einem vor der Flucht an einem geheimen Ort aufgezeichneten, 40-minütigen Video gab Latifa Einblicke in Schlüsselmomente ihres Lebens.
Schon als kleines Kind sei sie ihrer Mutter weggenommen worden, woraufhin sie ihre ältere Schwester, Scheicha Schamsa, als ihre eigentliche Mutter angesehen habe. Als Schamsa bei einem Urlaub in Großbritannien weglief, wurde sie nach kurzer Zeit von Agenten ihres Vaters gefunden und nach Dubai zurückgebracht. Sie sei für ihren Ungehorsam hart bestraft worden und werde rund um die Uhr bewacht und mit Medikamenten sediert.
Latifa soll 3 Jahre und 4 Monate gefangen gehalten worden sein. In besagtem Video beschreibt sie, wie Wächter sie mehrmals stundenlang schlugen und folterten. Die Wächter erklärten, dass Muhammad bin Raschid Al Maktum ihr den Tod wünsche. Sie erzählt, wie sie tagelang kein Licht in ihrem Gefängnis hatte, auf einer schmutzigen Matratze schlief und keine Wechselwäsche, Hygieneartikel oder medizinische Versorgung bekam. Sie soll täglich nur Reisportionen erhalten haben und rund um die Uhr bewacht worden sein.
Nach ihrer Freilassung soll sie Schwierigkeiten gehabt haben, Menschen zu vertrauen, weshalb sie sich viel mit Tieren beschäftigt habe und schließlich den Sport für sich entdeckte. Zu ihrer Familie hätte sie ein schlechtes Verhältnis gehabt, da ihre Mutter ihr vorgeworfen haben soll, dem Ansehen der Familie geschadet zu haben. Latifa erklärte, dass sie weder ein Auto fahren noch ihren Pass besitzen durfte. Wenn sie sich „rebellisch“ benommen habe, sei sie sediert worden. Darüber hinaus erhebt sie schwere Vorwürfe gegen ihren Vater. Hinter seinem geschickten Marketing, das Dubai als moderne Stadt präsentiert, stehe ein skrupelloser Mensch, der für zahlreiche Morde verantwortlich sei, etwa jenen an Bouchra, der marokkanischen Frau seines Bruders Scheich Maktum.
Weiteres ist aus Zeugenaussagen bekannt. Latifa soll die Geschichte von Hervé Jaubert, einem französisch-amerikanischen Ex-Spion, der aus Dubai geflohen war, gehört haben. Über acht Jahre habe sie einen Plan mit ihm geschmiedet, der im Februar 2018 in ihrer Flucht gegipfelt habe. Teil ihres Fluchtplans sei die Aufzeichnung des Videos gewesen. Sie sagte: „In Dubai, wie überall im Nahen Osten, sind die Medien nicht frei. Wenn ich hier nicht lebendig rauskomme, gibt es wenigstens ein Video.“

## Fluchtversuch und Leben danach

### Fluchtversuch
Am 24. Februar 2018 setzte Latifa Al Maktum zusammen mit ihrer finnischen Trainerin Tiina Jauhiainen über in den Oman. Der ehemalige französische Geheimdienstoffizier Christian Elombo, der im Oman als Sportlehrer lebte, hat die Flucht wie eine Militäroperation organisiert. Von dort ging es mit Hilfe eines Jetskis auf die wartende Yacht Nostromo. Dort wartete Hervé Jaubert. Der Plan war, nach Indien überzusetzen und von dort einen Flug in die USA zu nehmen.
Später berichteten Medien, dass Latifa Al Maktum und mindestens einer ihrer Unterstützer offenbar durch die Spyware Pegasus ausgespäht wurden.

### Entführung
Am 5. März 2018 wurde die Nostromo von der indischen Küstenwache umzingelt. Zeitgleich näherten sich zwei Schnellboote mit sechs bis acht Mann. Die vermummten Männer waren bewaffnet und stürmten das Boot gewaltsam. Latifa wurde aus ihrer Kabine gezerrt und seitdem vermisst.
Im April 2018 nahm das FBI Untersuchungen zum Überfall auf die Nostromo auf. Die Nostromo segelte unter US-amerikanischer Flagge, und Hervé Jaubert besitzt die US-amerikanische Staatsbürgerschaft.

### Zeugen
Es gab drei Zeugen der Entführung: Hervé Jaubert, Tiina Jauhiainen und Christian Elombo.
Hervé Jaubert und Tiina Jauhiainen wurden an einem unbekannten Ort in Dubai festgehalten und bis zu 20 Stunden am Tag verhört. Dabei wurde ihnen nach eigenen Angaben Essen und Trinken verweigert. Über Jaubert wurde gesagt, er würde einen langsamen Tod sterben. Er und Tiina wurden erst freigelassen, als das Video von Latifa im Internet auftauchte und die Daily Mail ihre erste Story brachte. Jauhiainen wurde bei ihrer Freilassung gesagt, sie dürfe mit niemandem über die Geschichte sprechen, da „Scheich Muhammad dich überall finden kann, auch in Europa“.
Christian Elombo wurde im Oman festgenommen, mangels Vorwürfen jedoch freigelassen. Gegenwärtig[veraltet] sitzt Elombo in Luxemburg fest, wo Dubai über Interpol einen Haftbefehl gegen ihn erwirken will. Die Organisation Detained in Dubai weist darauf hin, dass Dubai eine Spende von 56 Millionen USD an Interpol getätigt hat.

### Kampagne zur Freilassung

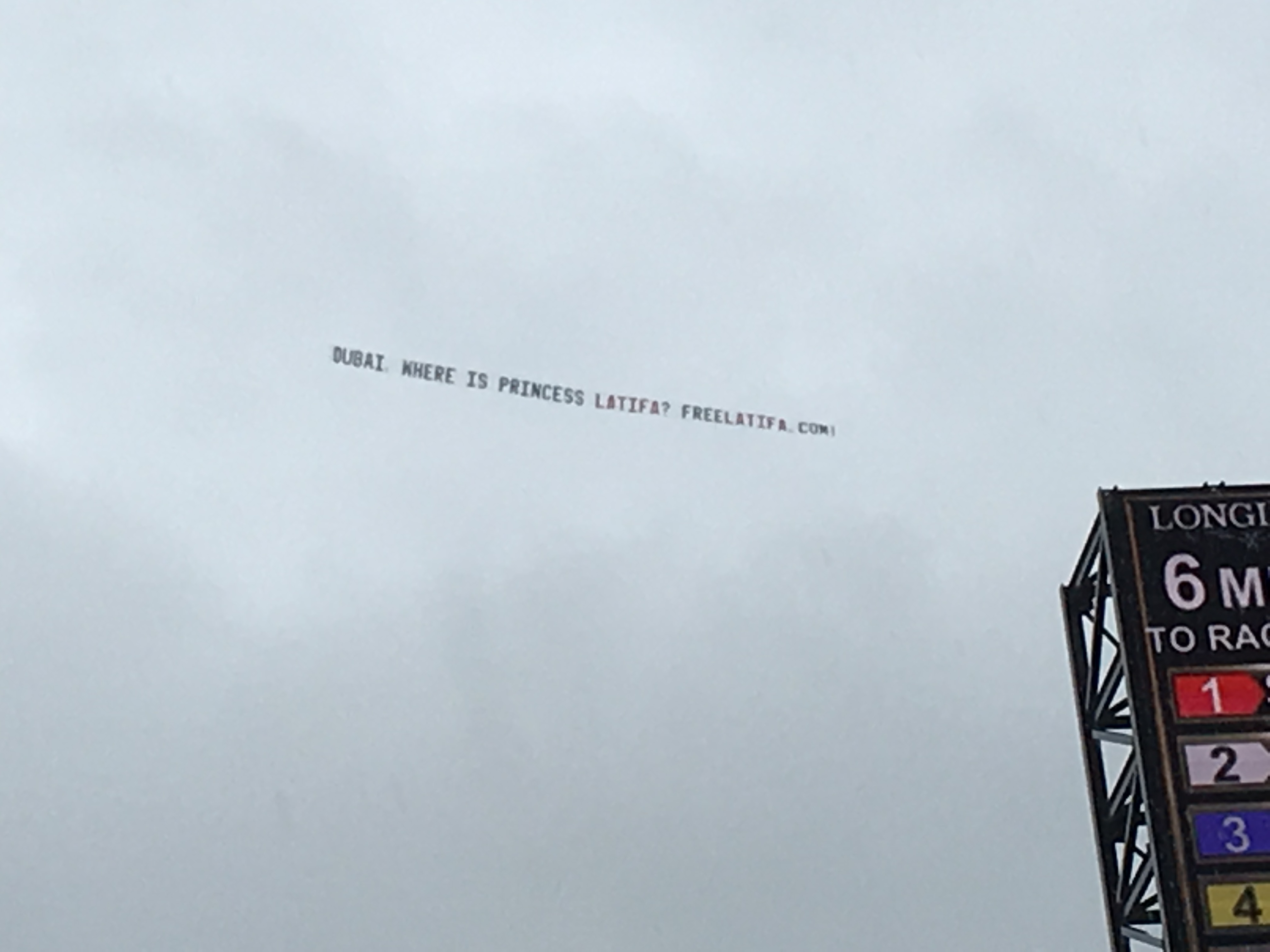
Banner in Dubai: Dubai, Where is Princess Latifa? Freelatifa.com

Eine Kampagne zur Freilassung wird von der NGO Detained in Dubai geleitet. Eine Website mit dem Namen EscapeFromDubai wurde eingerichtet. Detained-in-Dubai-Gründerin Radha Stirling ist die letzte Person, mit der Latifa in Kontakt stand. Am 12. April 2018 hielten Radha Stirling, David Haigh, Toby Cadman, Hervé Jaubert und Tiina Jauhiainen eine öffentliche Pressekonferenz ab. Detained in Dubai arbeitet mit den Anwälten der Guernica Group zusammen und versucht, bei den Vereinten Nationen in Genf eine Initiative für die vermisste Latifa in die Wege zu leiten. International Campaign for Freedom in the UAE unterstützt die Initiative.
Shahid Bolsen argumentiert, dass Latifa schwer unter der Behandlung ihres Vaters gelitten haben muss: „90 Prozent aller Kinder, die von zu Hause weglaufen, kommen freiwillig zurück, wenn die Eltern sich hinsetzen und mit ihren Kindern reden. Das zeigt, wie sehr Latifa gelitten haben muss.“

### Reaktion der Vereinigten Arabischen Emirate
In den Tagen nach der Freilassung der Zeugen wurde Latifas ältere Halbschwester Latifa Al Maktum vermehrt in den Medien präsentiert. Es gab aber keine öffentliche Stellungnahme der VAE. Es wurden 56 Millionen USD an Interpol zur „Terrorismusbekämpfung“ versprochen. Wenige Tage darauf wurde Interpol beauftragt, Christian Elombo an Dubai auszuliefern.

### Reaktion der Medien
Die großen internationalen Qualitätsmedien hielten sich zunächst mit der Berichterstattung zurück. Am 13. April 2018, mehr als einen Monat nachdem Detained in Dubai an die Öffentlichkeit gegangen und mit Medien in Kontakt getreten war, gab es lediglich einen Artikel in der Times und im Figaro. Am 20. April 2018 berichtete die Süddeutsche Zeitung über den Vorfall. Am 6. Dezember 2018 erschienen in der Frankfurter Allgemeinen Zeitung und einen Tag später im Spiegel Artikel über das Verschwinden von Latifa bint Muhammad.

### Erstmaliger öffentlicher Auftritt nach dem Fluchtversuch
Nachdem es neun Monate lang kein Lebenszeichen von Latifa gegeben hatte, mehrte sich der internationale diplomatische Druck auf Dubai. Vertreter der Vereinten Nationen verlangten Auskunft über das Schicksal der Prinzessin, da sonst davon auszugehen sei, dass die Verschwundene nicht mehr am Leben sei. Latifas Stiefmutter Haya bint al-Hussein arrangierte im Dezember 2018 ein Treffen Latifas mit der ehemaligen irischen Präsidentin und früheren UN-Hochkommissarin für Menschenrechte Mary Robinson. Latifa wurde gesagt, dass dies ein Test sei – wenn sie sich bei dem Treffen wohl verhalte, werde sie bald wieder in Freiheit sein. Robinson wurde erklärt, Latifa leide an einer manisch-depressiven Erkrankung und sei traumatisiert. Robinson solle daher Zurückhaltung üben. Latifa war auch nicht bekannt, dass ihre Gesprächspartnerin ehemalige Menschenrechtskommissarin war. Im Endeffekt wurden bei dem Gespräch die Umstände von Latifas Flucht und Festnahme nicht thematisiert. Die Regierung Dubais ließ jedoch Fotos, die Latifa neben der Menschenrechtsbeauftragten im scheinbar entspannten Gespräch zeigten, international verbreiten, um zu zeigen, dass es der Prinzessin gut gehe. Das Treffen hatte keine Verbesserung der Situation Latifas zur Folge. Sie verschwand anschließend wieder vollständig aus der Öffentlichkeit.

### Verurteilung ihres Vaters durch den Londoner High Court
Der Londoner High Court verurteilte ihren Vater Muhammad bin Raschid im Februar 2020 in dessen Abwesenheit wegen der Entführung von Latifa und Shamsa Al Maktum, der von ihm befohlenen Folter an seiner Tochter Latifa und der Einschüchterung von Latifas Stiefmutter Haya Bint al-Hussein.

### Weiteres Lebenszeichen 2021
Im Februar 2021 wurden der BBC Videoaufnahmen von Latifa zugespielt, in der sie von ihrem Hausarrest berichtete. In dem im Badezimmer – dem einzigen Raum, in dem sie sicher alleine sein könne – aufgenommenen Handy-Video berichtet sie, dass sie in einer Villa festgehalten werde, die sie nicht verlassen dürfe und von mehreren Personen bewacht werde. Jeden Tag sei sie um ihr Leben und ihre Sicherheit besorgt. Ihr Schicksal sei ungewiss und liege nicht in ihren Händen.